# The Fatal Wedding (film, 1914)
Pour les articles homonymes, voir The Fatal Wedding.
Ne doit pas être confondu avec The Fatal Wedding (film, 1914, Marston).
The Fatal Wedding est un court métrage muet américain sorti en 1914.

## Fiche technique
- Titre : The Fatal Wedding
- Réalisation :
- Scénario :
- Production : Fred J. Balshofer
- Société de production : Sterling Film Company
- Distribution : Universal Film Manufacturing Company
- Durée : 300 m (1 bobine)
- Format : Noir et blanc - Muet - 1,33:1
- Date de sortie :
  - États-Unis : 30 avril 1914

## Distribution
- Ford Sterling